# Мортимер, Роджер (рыцарь)
Роджер Мортимер (англ. Roger Mortimer; 1305/06 — между 3 сентября 1327 и 27 августа 1328) — английский аристократ, сын Роджера Мортимера, 1-го графа Марча, и Жанны де Женевиль, 2-й баронессы Женевиль в своём праве (suo jure).
Роджер принадлежал к одному из самых влиятельных родов Валлийской марки, но был вторым сыном, так что основная часть обширных семейных владений должна была достаться его брату. В 1321 году он женился на Джоан Батлер, дочери Эдмунда Батлера, графа Каррика, и Джоан Фицджеральд. В том же году Роджер-старший примкнул к мятежу против короля Эдуарда II, а перед этим передал второму сыну свои земли в Ирландии. Мятеж вскоре закончился поражением, Роджер-отец оказался в Тауэре, а Роджер-сын и его брат Эдмунд попали в заключение в замке Вигмор. Глава семьи в 1323 году бежал, в 1326 году высадился в Англии с войском и сверг короля. Роджер, 1 октября 1326 года привезённый по приказу Эдуарда II в Тауэр, 18 октября получил свободу.
1 февраля 1327 года, на коронации Эдуарда III, Роджер и его братья Эдмунд и Джеффри были посвящены в рыцари графом Генри Ланкастерским. Тем временем умерла бездетной жена Роджера, и отец решил женить его на Мари де Сен-Поль, вдове Эмера де Валенса, 2-го графа Пембрука. 3 сентября 1327 года король официально разрешил этот брак, но Роджер умер до свадьбы. 27 августа 1328 года Мортимер-старший передал свои ирландские владения следующему сыну, Джону.